# Edwin Lutyens

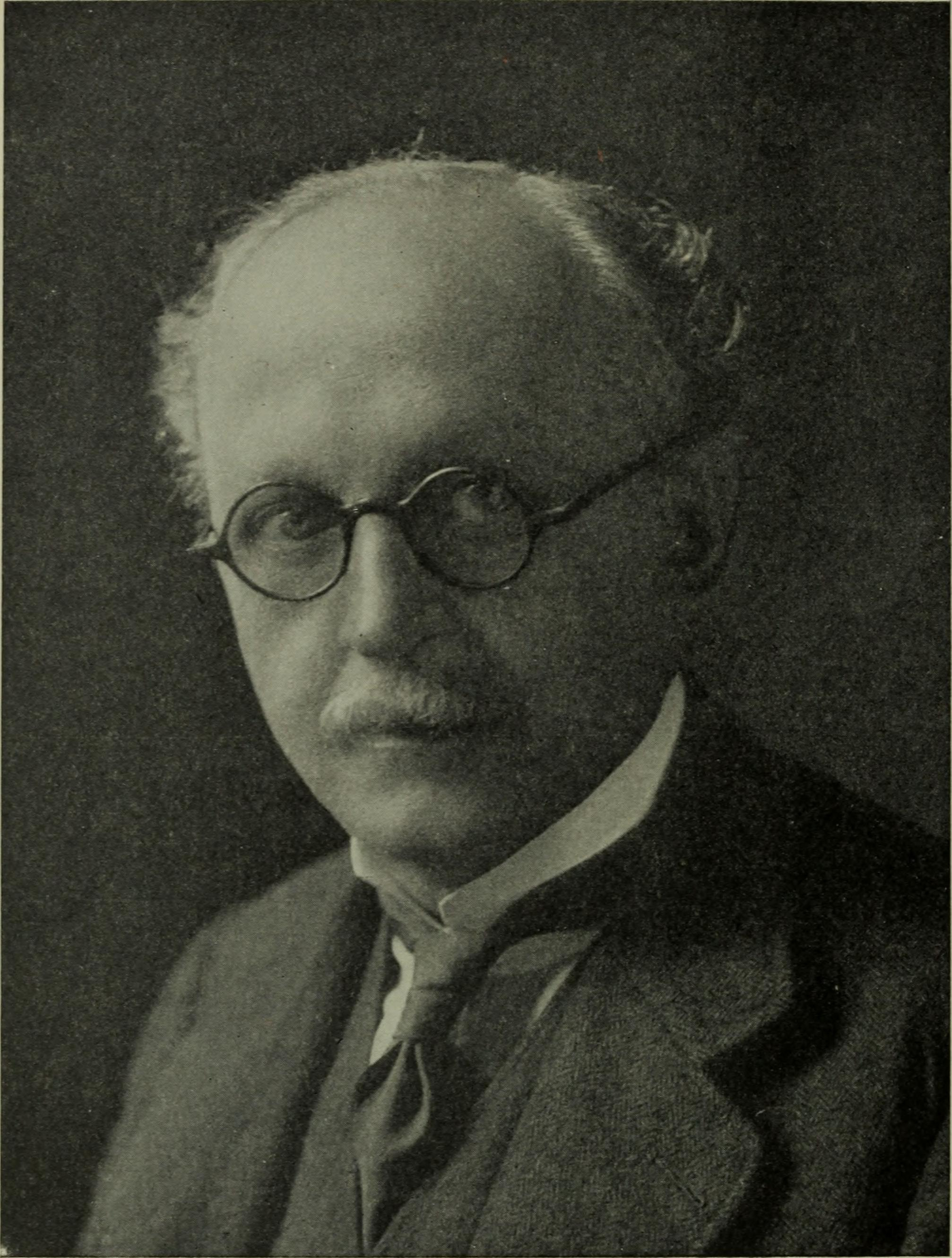
Edwin Lutyens

Sir Edwin Landseer Lutyens, (Kensington, 29 de março de 1869 - Marylebone, 1 de janeiro de 1944) foi um arquiteto inglês conhecido por adaptar imaginalmente os estilos arquitetônicos tradicionais às exigências de sua era.

## Carreira
Ele projetou muitas casas de campo inglesas, memoriais de guerra e edifícios públicos. Em sua biografia, o escritor Christopher Hussey escreveu: "Em sua vida (Lutyens) foi amplamente considerado como nosso maior arquiteto desde Wren, se não, como muitos afirmavam, seu superior". O historiador de arquitetura Gavin Stamp o descreveu como "certamente o maior arquiteto britânico do século XX (ou de qualquer outro)".
Lutyens desempenhou um papel fundamental no projeto e construção de Nova Délhi, que mais tarde serviria como sede do Governo da Índia. Em reconhecimento à sua contribuição, Nova Deli é também conhecida como "Deli de Lutyens". Em colaboração com Sir Herbert Baker, ele também foi o principal arquiteto de vários monumentos em Nova Delhi, como o Portão da Índia; ele também projetou a Casa do Vice-Rei, que agora é conhecida como Rashtrapati Bhavan. Muitas de suas obras foram inspiradas na arquitetura indiana. Ele foi eleito Mestre da Guilda dos Trabalhadores de Arte em 1933.

## Publicações
- Charles Bressey & Edwin Lutyens, The Highway Development Survey 1937, Ministry of Transport, 1938.
- Edwin Lutyens & Patrick Abercrombie, A Plan for the City & County of Kingston upon Hull, Brown (London & Hull), 1945.